# 9 Lives
9 Lives är debutalbumet av den amerikansk-dominikanska sångaren Kat DeLuna. Det gavs ut den 7 augusti 2007 och innehåller 14 låtar.

## Låtlista
| Nr  | Titel                | Längd |
| --- | -------------------- | ----- |
| 1.  | 9 Lives (Intro)      | 1:06  |
| 2.  | Run the Show         | 3:33  |
| 3.  | Am I Dreaming        | 3:58  |
| 4.  | Whine Up             | 3:25  |
| 5.  | Feel What I Feel     | 4:04  |
| 6.  | Love Me, Leave Me    | 4:10  |
| 7.  | In the End           | 3:23  |
| 8.  | Love Confusion       | 4:02  |
| 9.  | Animal               | 3:22  |
| 10. | You Are Only Mine    | 3:30  |
| 11. | Enjoy Saying Goodbye | 4:05  |
| 12. | Whine Up             | 3:25  |
| 13. | Run the Show         | 3:33  |
| 14. | Como un Sueño        | 3:59  |

## Listplaceringar
| Lista               | Topplacering |
| ------------------- | ------------ |
| Belgien (Flandern)  | 16           |
| Belgien (Vallonien) | 22           |
| Finland             | 15           |
| Frankrike           | 26           |
| Schweiz             | 49           |
| Österrike           | 64           |